# Prairie City (Oregon)
Prairie City ist eine Stadt (city) im Grant County im US-Bundesstaat Oregon. Das U.S. Census Bureau hat bei der Volkszählung 2020 eine Einwohnerzahl von 841 ermittelt.

## Lage
Prairie City liegt am Oberlauf des John Day River, etwa 20 Kilometer östlich des County Seat Canyon City, auf einer Höhe von 1080 Metern. Durch den Ort führt der U.S. Highway 26.
Die Stadt hat eine Fläche von 2,57 km², und zwar ausschließlich Landfläche.

## Demografie
Laut United States Census 2010 hatte Prairie City 909 Einwohner, davon 448 Männer und 461 Frauen. 201 Einwohner waren unter 20 Jahre alt, 111 waren 65 oder älter.